# Le Temps d'aimer
Le Temps d'aimer è un film del 2023 diretto da Katell Quillévéré.

## Trama
Nel secondo dopoguerra, la cameriera Madelein conosce François, un ricco intellettuale. Tra i due nasce l'amore, ma entrambi nascondono segreti: Madelaine ha avuto un figlio da un soldato nazista, venendo quindi tacciata di collaborazionismo, mentre François è bisessuale e ha appena interrotto una relazione con un altro uomo.

## Produzione
Nell'aprile 2019 Katell Quillévéré annunciò che stava scrivendo una sceneggiatura parzialmente ispirata alla storia della nonna, che aveva avuto un figlio da una relazione con un soldato tedesco durante l'occupazione. Il progetto è stato ufficializzato nel 2021, mentre le riprese si sono svolte tra il maggio e il luglio 2022.

## Promozione
Il primo trailer del film è stato pubblicato il 10 ottobre 2023.

## Distribuzione
Il film è stato presentato in anteprima mondiale il 20 maggio 2023 in occasione della 76ª edizione del Festival di Cannes.

## Riconoscimenti
- 2023 – Festival di Cannes
  - In concorso per il Queer Lion
- 2024 – Premio Lumière[5]
  - Candidatura per il miglior attore a Vincent Lacoste